# 艾蓮·卡夫柏
艾蓮·積琪蓮·卡夫柏（英語：Erin Jacqueline Cuthbert；1999年6月21日—）是一名蘇格蘭職業足球員，司職中场或前鋒，現時效力英女超球會車路士，並代表蘇格蘭參加國際比賽。

## 球會生涯

### 早年生涯
卡夫柏在她父親所執教的男子青年隊Girdle Toll Boys Club開始足球生涯。及後她先後效力Crosshouse男子青年隊和格拉斯哥流浪的青年隊。她在2013年開始為格拉斯哥流浪一隊上陣，並於2014賽季獲選為蘇格蘭女子超級足球聯賽最佳年輕球員。
2015年1月，卡夫柏轉會到格拉斯哥城。她在轉會後的首個賽季隨即協助球隊奪得本土三冠王。卡夫柏在2016年協助球隊成功衛冕聯賽冠軍，並成為球隊的首席射手。

### 車路士
2016年12月8日，英女超球會車路士宣布簽入卡夫柏，合約為期三年。2017年3月19日，卡夫柏在對陣唐卡士打流浪百麗絲的女子足總盃比賽中首次為車路士上陣，車路士以7–0大勝對手。同年4月30日，她在對陣伊奧維城的英女超比賽中上演聯賽地標戰，並射入球隊的第四個入球，協助球隊以6–0大勝。
2017年11月15日，卡夫柏在對陣的比賽中首次在女子歐聯上陣。2018年2月4日，她在車路士以10–0大勝倫敦蜜蜂的足總盃比賽中首次為球隊上演帽子戲法。
卡夫柏在2018–19賽季獲提名英格蘭PFA足球小姐。
2022年11月，卡夫柏與車路士達成協議，續約至2025年。
2023年12月20日，她在對陣的女子歐聯小組賽比賽中梅開二度，協助車路士在以3–1擊敗對手後升上小組榜首。2024年4月20日，卡夫柏在對陣巴塞罗那的歐聯四強首回合賽事中射入比賽的唯一入球，令車路士爆冷作客擊敗對手。

## 國家隊生涯

### 青年隊
卡夫柏曾代表蘇格蘭U15、U17、U19。2013年8月至10月，她代表蘇格蘭U17參與2014年歐洲女子U-17足球錦標賽外圍賽，並成功協助蘇格蘭首次奪得歐洲女子U17國家盃參賽資格。蘇格蘭在決賽週中只能取得一和二敗，於小組賽出局。
2015年9月，卡夫柏代表蘇格蘭U19出戰2016年歐洲女子U19國家盃外圍賽，並在對陣奧地利的決定性比賽中入球，協助球隊以2–1勝出，晉級第二圈外圍賽。蘇格蘭最終於第二圈外圍賽出局。2016年9月，卡夫柏與蘇格蘭再次出戰歐洲女子U19國家盃外圍賽。儘管她們因隊內九位球員腸胃炎而需放棄對陣塞爾維亞的比賽，但蘇格蘭大勝阿爾巴尼亞11–0和大勝塞浦路斯8–0的成績足以她們晉級第二圈外圍賽。2017年4月，蘇格蘭出戰在北愛爾蘭舉行的第二圈外圍賽，卡夫柏分別在對陣愛爾蘭和芬蘭的比賽中射入致勝一球，並在對陣烏克蘭的5–0勝仗中梅開二度，協助蘇格蘭取得2017年歐洲女子U19國家盃參賽資格。卡夫柏最終未入選決賽週的參賽名單。

### 成年隊
2016年5月，卡夫柏首次入選蘇格蘭國家隊，參與2017年歐洲女子足球錦標賽外圍賽。同年6月7日，她在對陣白俄羅斯的歐洲女子足球錦標賽外圍賽賽事中上演國家隊地標戰，她在比賽下半場後備上陣。
2017年1月20日，卡夫柏在對陣丹麥的熱身賽中射入個人首個國家隊入球，協助球隊以2–2逼和對手。她在同年3月入選蘇格蘭的2017年塞浦路斯女足盃參賽名單。同年5月，卡夫柏入選蘇格蘭的2017年歐洲女子足球錦標賽參賽名單，這是蘇格蘭史上首次晉身歐洲女子足球錦標賽正賽。蘇格蘭在比賽中的首個對手為英格蘭，卡夫柏在比賽第63分鐘後備上陣，但未能阻止蘇格蘭在球隊史上首場大賽賽事以6–0大敗。球隊在第二場比賽對陣葡萄牙，卡夫柏在下半場第53分鐘後備上陣，並在比賽第67分鐘射入蘇格蘭在賽事中的首個入球，協助球隊扳平比數，但蘇格蘭最終仍以2–1落敗。蘇格蘭在最後一場分組賽需以至少兩球擊敗西班牙，以保持出線希望。儘管卡夫柏獲得她在賽事中的首個正選機會，而球隊亦憑着卡罗琳·威尔的入球以1–0擊敗對手，但蘇格蘭最終因對賽得失球不及西班牙而出局。
在2019年國際足協女子世界盃外圍賽中，蘇格蘭有七位球員踢足八場比賽，卡夫柏是其中之一。她共在外圍賽中為蘇格蘭射入四個入球，協助蘇格蘭首次獲得世界盃參賽資格。她在2019年5月入選2019年國際足協女子世界盃參賽名單。在世界盃決賽週中，卡夫柏為蘇格蘭在三場小組賽中上陣，並在對陣阿根廷的最後一場小組賽中入球。蘇格蘭最終在該場比賽被阿根廷以3–3逼和，在小組中墊底出局。
卡夫柏在2022年歐洲女子國家盃外圍賽中上陣七次，並射入三球，蘇格蘭最終未能取得出線決賽週的資格。卡夫柏在2024年獲蘇格蘭足球記者協會選為最佳女子國家隊球員。

## 生涯統計

### 球會
最後更新：2024年2月16日 
| 效力球會 | 球季     | 聯賽     | 聯賽 | 聯賽 | 國家盃賽 | 國家盃賽 | 聯賽盃賽 | 聯賽盃賽 | 歐洲賽 | 歐洲賽 | 其她 | 其她 | 總計 | 總計 |
| 效力球會 | 球季     | 聯賽     | 上陣 | 入球 | 上陣     | 入球     | 上陣     | 入球     | 上陣   | 入球   | 上陣 | 入球 | 上陣 | 入球 |
| -------- | -------- | -------- | ---- | ---- | -------- | -------- | -------- | -------- | ------ | ------ | ---- | ---- | ---- | ---- |
| 車路士   | 2017     | 英女超   | 5    | 4    | —        | —        | —        | —        | —      | —      | —    | —    | 5    | 4    |
| 車路士   | 2017–18  | 英女超   | 17   | 2    | —        | —        | 5        | 3        | 5      | 1      | —    | —    | 27   | 6    |
| 車路士   | 2018–19  | 英女超   | 19   | 8    | —        | —        | 6        | 1        | 7      | 4      | —    | —    | 32   | 13   |
| 車路士   | 2019–20  | 英女超   | 14   | 2    | 2        | 1        | 8        | 2        | —      | —      | —    | —    | 24   | 5    |
| 車路士   | 2020–21  | 英女超   | 19   | 2    | 5        | 2        | 5        | 1        | 7      | 0      | 1    | 1    | 37   | 6    |
| 車路士   | 2021–22  | 英女超   | 20   | 4    | 2        | 1        | 0        | 0        | 6      | 1      | —    | —    | 28   | 6    |
| 車路士   | 2022–23  | 英女超   | 18   | 5    | 4        | 0        | 3        | 0        | 8      | 1      | —    | —    | 33   | 6    |
| 車路士   | 2023–24  | 英女超   | 12   | 2    | 2        | 1        | 0        | 0        | 5      | 2      | —    | —    | 14   | 3    |
| 車路士   | 總計     | 總計     | 124  | 29   | 15       | 5        | 27       | 7        | 38     | 9      | 1    | 1    | 205  | 51   |
| 生涯總計 | 生涯總計 | 生涯總計 | 124  | 29   | 15       | 5        | 27       | 7        | 38     | 9      | 1    | 1    | 205  | 51   |

1. ↑  春季短途賽
2. ↑  於英格蘭女子社區盾（英语：Women's FA Community Shield）賽事上陣。

### 國家隊
最後更新：2023年12月5日
| 代表國家隊 | 年份 | 上陣 | 入球 |
| ---------- | ---- | ---- | ---- |
| 蘇格蘭     | 2016 | 2    | 0    |
| 蘇格蘭     | 2017 | 12   | 3    |
| 蘇格蘭     | 2018 | 10   | 4    |
| 蘇格蘭     | 2019 | 10   | 5    |
| 蘇格蘭     | 2020 | 6    | 1    |
| 蘇格蘭     | 2021 | 9    | 5    |
| 蘇格蘭     | 2022 | 7    | 2    |
| 蘇格蘭     | 2023 | 7    | 2    |
| 蘇格蘭     | 2024 | 7    | 0    |
| 總計       | 總計 | 70   | 22   |

| #  | 日期          | 地點                                     | 對手       | 入球比數 | 最終比數 | 賽事                           |
| -- | ------------- | ---------------------------------------- | ---------- | -------- | -------- | ------------------------------ |
| 1  | 2017年1月20日 | 塞浦路斯拉納卡GSZ運動場                  | 丹麦       | 2–2      | 2–2      | 熱身賽                         |
| 2  | 2017年3月1日  | 塞浦路斯拉納卡阿莫霍斯托斯運動場         | 新西兰     | 2–1      | 3–2      | 2017年塞浦路斯女足盃           |
| 3  | 2017年7月23日 | 荷蘭鹿特丹斯巴達城堡運動場               | 葡萄牙     | 1–1      | 1–2      | 2017年歐洲女子足球錦標賽       |
| 4  | 2018年4月10日 | 蘇格蘭佩斯利公園                         | 波蘭       | 3–0      | 3–0      | 2019年國際足協女子世界盃外圍賽 |
| 5  | 2018年6月7日  | 蘇格蘭福爾柯克運動場                     | 白俄羅斯   | 1–1      | 2–1      | 2019年國際足協女子世界盃外圍賽 |
| 6  | 2018年6月7日  | 蘇格蘭福爾柯克運動場                     | 白俄羅斯   | 2–1      | 2–1      | 2019年國際足協女子世界盃外圍賽 |
| 7  | 2018年8月30日 | 蘇格蘭佩斯利公園                         | 瑞士       | 1–0      | 2–1      | 2019年國際足協女子世界盃外圍賽 |
| 8  | 2019年3月4日  | 葡萄牙帕沙爾Bela Vista市立運動場         | 冰島       | 2–0      | 4–1      | 2019年阿爾加維盃               |
| 9  | 2019年4月5日  | 西班牙圣佩德罗德尔皮纳塔尔皮納塔爾競技場 | 智利       | 1–0      | 1–1      | 熱身賽                         |
| 10 | 2019年5月28日 | 蘇格蘭格拉斯哥                           | 牙买加     | 1–1      | 3–2      | 熱身賽                         |
| 11 | 2019年6月19日 | 法國巴黎王子公園運動場                   | 阿根廷     | 3–0      | 3–3      | 2019年國際足協女子世界盃       |
| 12 | 2019年11月8日 | 阿爾巴尼亞爱尔巴桑愛爾巴桑競技場         | 阿尔巴尼亚 | 3–0      | 5–0      | 2022年歐洲女子足球錦標賽外圍賽 |
| 13 | 2020年3月10日 | 西班牙圣佩德罗德尔皮纳塔尔皮納塔爾競技場 | 北爱尔兰   | 1–1      | 2–1      | 2020年皮納塔爾盃               |
| 14 | 2021年2月19日 | 賽普勒斯拉纳卡AEK競技場                  | 賽普勒斯   | 1–0      | 10–0     | 2022年歐洲女子足球錦標賽外圍賽 |
| 15 | 2021年2月19日 | 賽普勒斯拉纳卡AEK競技場                  | 賽普勒斯   | 2–0      | 10–0     | 2022年歐洲女子足球錦標賽外圍賽 |
| 16 | 2021年6月15日 | 威爾斯拉內利猩紅公園                     |            | 1–0      | 1–0      | 熱身賽                         |
| 17 | 2021年9月17日 | 匈牙利布達佩斯希代格庫蒂·南多爾體育場    | 匈牙利     | 1–0      | 2–0      | 2023年國際足協女子世界盃外圍賽 |
| 18 | 2021年9月21日 | 蘇格蘭格拉斯哥咸普頓公園                 | 法罗群岛   | 1–0      | 7–1      | 2023年國際足協女子世界盃外圍賽 |
| 19 | 2022年6月24日 | 波蘭热舒夫斯塔熱舒夫市立運動場           | 乌克兰     | 2–0      | 4–0      | 2023年國際足協女子世界盃外圍賽 |
| 20 | 2022年9月6日  | 法羅群島托爾斯港托爾斯球場               | 法罗群岛   | 3–0      | 6–0      | 2023年國際足協女子世界盃外圍賽 |
| 21 | 2023年7月14日 | 蘇格蘭丹斯公园球场                       | 北爱尔兰   | 1–0      | 3–0      | 熱身賽                         |
| 22 | 2023年12月1日 | 比利時鲁汶登德里夫球場                   | 比利时     | 1–1      | 1–1      | 2023–24年歐洲足協女子國家聯賽  |

所有比數左側代表蘇格蘭，入球得分欄代表卡夫柏入球後場上的比數

## 榮譽

### 球會
格拉斯哥城
- 蘇格蘭女子超級足球聯賽（英语：Scottish Women's Premier League）：2015（英语：2015 Scottish Women's Premier League）、2016（英语：2016 Scottish Women's Premier League）
- 蘇格蘭女子超級足球聯賽盃（英语：Scottish Women's Premier League Cup）：2015（英语：2015 Scottish Women's Premier League Cup）
- 蘇格蘭女子足總盃（英语：Scottish Women's Cup）：2015（英语：2015 Scottish Women's Cup）

 車路士
- 英格蘭女子超級聯賽：2017（英语：FA_WSL_Spring_Series）、2017–18（英语：2017–18 FA WSL）、2019–20（英语：2019–20_FA_WSL）、2020–21（英语：2020–21_FA_WSL）、2021–22（英语：2021–22_FA_WSL）、2022–23（英语：2022–23_FA_WSL）
- 英格蘭女子足總盃：2017–18（英语：2017–18 FA WSL）、2020–21（英语：2020–21 Women's FA Cup）[48]、2021–22（英语：2021–22 Women's FA Cup）[49]、2022–23（英语：2022–23 Women's FA Cup）[50]
- 英格蘭女子聯賽盃（英语：FA Women's League Cup）：2019–20（英语：2019–20 FA Women's League Cup）[51]、2020–21（英语：2020–21 FA Women's League Cup）[52]
- 英格蘭女子社區盾（英语：Women's FA Community Shield）：2020（英语：2020 Women's FA Community Shield）[53]

### 個人
- 蘇格蘭年度最佳女子球員：2019[54]、2021[55]
- PFA年度最佳陣容：2018–19英女超[56]、2023–24英女超[57]
- 車路士年度最佳女子球員：2019[58]
- SFWA最佳女子國家隊球員：2023–24[45]

2023年7月，卡夫柏獲西蘇格蘭大學頒發名譽博士學位。

## 外部連結
- 艾蓮·卡夫柏－UEFA國際賽競賽紀錄
- 車路士球會官網上的球員檔案 （页面存档备份，存于）
- Soccerway資料庫：艾蓮·卡夫柏